# Via Merulana

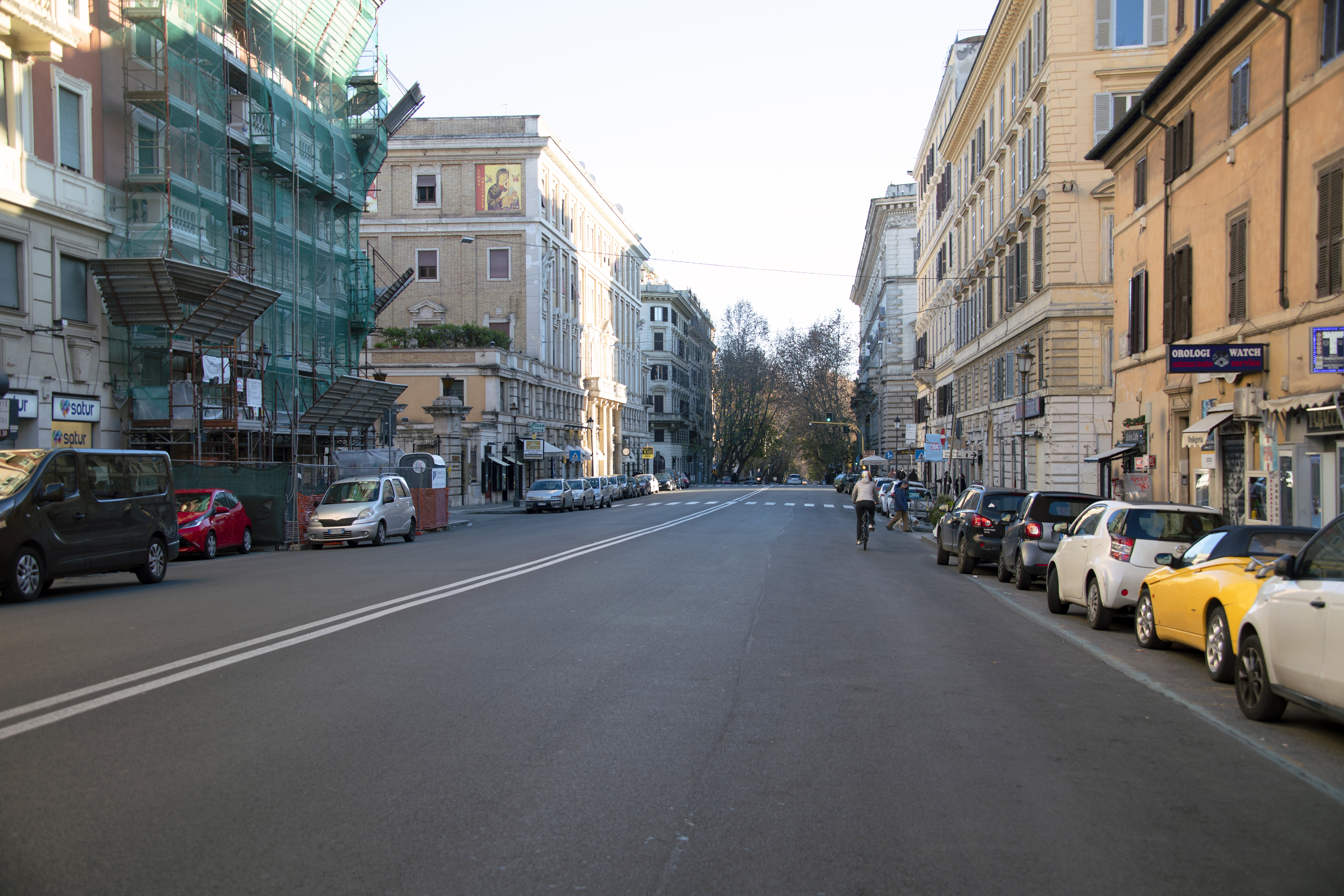
Via Merulana

Via Merulana é uma rua no rione Esquilino de Roma, Itália, ao sul da estação Roma Termini e a meio caminho entre a Piazza Vittorio Emanuele II e o Parque do Monte Ópio. 

## História
A rua liga duas grandes basílicas papais, Santa Maria Maggiore e San Giovanni in Laterano, e seu nome é uma referência à família que detinha a posse desta região durante a Idade Média. A rua atual foi iniciada pelo papa Gregório XIII (r. 1572–1585) e terminada não muito depois da morte do papa Sisto V (m. 1590).
Na rota descrita está a igreja Sant'Antonio da Padova e o convento franciscano anexo. Antigamente, o local era ocupado pela Villa Giustiniani Massimo. No cruzamento com a Via Labicana está a antiga Santi Marcellino e Pietro al Laterano e no cruzamento com a Via di San Vito, Sant'Alfonso di Liguori all'Esquilino, dos redentoristas. Outras instituições na rua incluem o Museo Nazionale d'Arte Orientale e a Pontifícia Universidade Antonina. A antiga San Matteo in Via Merulana foi demolida em 1810.